# Bulgarenfraude
De Bulgarenfraude was een grootschalige fraudezaak met toeslagen in Nederland door een Bulgaarse bende. Deze bende moedigde Bulgaren aan zich in te schrijven op een Nederlands adres en onterecht met terugwerkende kracht toeslagen aan te vragen. Omdat de Belastingdienst pas achteraf controleerde, werd het pas opgemerkt wanneer de fraudeurs alweer terug waren in Bulgarije. Deze fraude werd afzonderlijk blootgelegd door RTL Nieuws en KRO Brandpunt. De zaak speelde begin jaren 2010.

## Geschiedenis
In april 2013 onthulde RTL Nieuws op basis van een vertrouwelijk politierapport dat Bulgaren in Nederland via nep-adressen op grote schaal zorg- en huurtoeslag aanvroegen. Uit het politieonderzoek bleek dat de organisatoren hiervan bendes waren 'die eerder aan mensenhandel deden, [en] zich nu (...) toelegden op toeslagenfraude, omdat er meer aan te verdienen valt'.
'De fraude ging als volgt: Bulgaarse "katvangers" meldden zich met een identiteitsbewijs en vals huurcontract bij de afdeling burgerzaken van de gemeente Rotterdam. Ze werden ingeschreven als inwoner van de stad en kregen zo een officieel adres en een burgerservicenummer. Ze kregen van de bende een kleine vergoeding voor de moeite en vertrokken weer naar Bulgarije.
De bende nam de gegevens over en maakte een DigiD aan. Daarmee werd huur- en zorgtoeslag aangevraagd, met terugwerkende kracht. De Belastingdienst betaalde meteen uit, controle vond in de regel achteraf plaats.

Het ging volgens het politie-onderzoek om uitbetalingen van 6000 tot 8000 euro per persoon in een keer.'
Het KRO-programma Brandpunt wijdde hieraan een uitzending met daarin beelden van het Bulgaarse bTV, waarin Bulgaren uitgebreid vertelden over het geld dat ze van de Nederlandse overheid kregen.
In Brandpunt reageerde staatssecretaris van Financiën Frans Weekers verontwaardigd op de beelden uit Bulgarije. Een dag later onthulde RTL Nieuws echter dat de Belastingdienst en de FIOD al een jaar op de hoogte waren van de fraude. Minister Lodewijk Asscher van Sociale Zaken en Werkgelegenheid was een maand eerder op de hoogte gesteld door de FIOD. De Algemene Rekenkamer had Weekers en zijn voorgangers meerdere keren op het risico van fraude bij het toeslagenstelsel gewezen. Nadat in de Tweede Kamer de oppositie een feitenrelaas had aangevraagd, bleven nog veel vragen onbeantwoord. Een motie van wantrouwen tegen Weekers, ingediend door CDA-kamerlid Pieter Omtzigt, werd verworpen waarbij Weekers steun behield van regeringspartijen VVD en PvdA en oppositiepartijen ChristenUnie en SGP.
Uiteindelijk bleek dat in de periode 2007-2013 805 Bulgaren ongeveer vier miljoen euro aan onterechte toeslagen ontvangen hadden, waarbij volgens de staatssecretaris in veel gevallen geen sprake was van bewuste fraude maar van bijvoorbeeld nalatigheden. Verscheidene Bulgaren werden voor de fraude veroordeeld tot gevangenisstraffen.
Naar aanleiding van deze fraudezaak diende Weekers op 17 september 2013 zijn eerste concept Wet aanpak fraude toeslagen en fiscaliteit in, waarmee enkele belastingwetten werden aangepast. Meer dan de helft van de invorderingen in deze affaire dateert echter al van vóór 2013, daarnaast speelde ook de wet Aanscherping handhaving en sanctiebeleid SZW-wetgeving per 1 januari 2013 (ook wel Fraudewet genoemd) hierin een belangrijke rol.